# Backlash (2018)
Backlash (2018) és un esdeveniment de pagament per visió professional (PPV) i WWE Network, produït per WWE per les seves marques Raw i SmackDown. Es realitzarà el 6 de maig de 2018, al Centre Prudential de Newark, Nova Jersey. Serà el catorzè esdeveniment en la cronologia de Backlash i el primer esdeveniment Backlash des de 2009 per ser de doble marca.

## Tema musical
El tema oficial de l'esdeveniment és "Champion" de Barns Courtney.

## Combats
- Roman Reigns vs. Samoa Joe.
- Campionat Intercontinental: Seth Rollins (c) vs. The Miz.
  - Si The Miz guanya el Campionat Intercontinental, anirá a SmackDown Live.
- Campionat Femenì de Raw: Nia Jax (c) vs. Alexa Bliss (amb Mickie James).
- Campionat Femenì de SmackDown: Carmella (c) vs. Charlotte Flair.
- Daniel Bryan vs. Big Cass.
- Campionat WWE: AJ Styles (c) vs. Shinsuke Nakamura.